# Submissió de Xirvan i Gilan (1387)
La submissió de Xirvan i Gilan el 1387 va ser un esdeveniment que va incloure la presentació de l'emir de Shirwan, Xaikh Ibrahim, que es va oferir com a esclau de Tamerlà en senyal de submissió. Aquest gest va ser molt ben rebut per Tamerlà i li va valer diversos favors. Els reis i reietons de Gilan també van presentar la seva submissió i van acceptar pagar un tribut. Tamerlà va establir el seu campament imperial a la vora de l'Araxes.
Segurament estant a Bardaa, Tamerlà va rebre a l'emir de Shirwan, Xaikh Ibrahim, que hi va anar a presentar personalment la seva submissió sense condicions, li va oferir diversos regals i se li va concedir el honor de baixar el tapis del tron. Era costum que quan els regals no fossin d'un objecte sinó d'un grup, aquest grup havia d'estar format per 9 objectes (per exemple hi havia paquets d'antiguitats amb 9 objectes cadascun); un regal de Xaikh Ibrahim estava format per 8 esclaus i quan Timur li va fer notar que faltava un esclau, Ibrahim li va dir que el novè esclau era ell mateix, ja que s'oferia a ser l'esclau de Timur. Això va complaure molt a Timur, que el va omplir de favors, però Ibrahim va córrer un gran risc en cas de no haver satisfet a l'emperador. Entre els favors concedits fou el nomenament com a Xah de Shirwan i dependències (Xirwanxah).
També allí van anar a presentar la submissió els reis i reietons de Gilan, país aïllat per boscos i muntanyes i per les maresmes i zones humides. Els prínceps hereus o alguns oficials portaven regals per Timur i van acceptar pagar un tribut.
Al arribar Sheikh Ali Bahadur amb l'equipatge imperial, el campament imperial es va establir a la vora de l'Araxes.